# Chaetonychia cymosa
Chaetonychia cymosa là loài thực vật có hoa thuộc họ Cẩm chướng. Loài này được (L.) Sweet mô tả khoa học đầu tiên năm 1839.